# أبو العباس أحمد التيجاني
أبو العباس أحمد التيجاني هو أحمد بن محمد بن المختار بن أحمد بن محمد سالم التيجاني، وأمه عائشة بنت محمد بن السنوسي المضاوي التجاني. رجل دين ومتصوف ومؤسس الطريقة التيجانية. ولد سنة 1737م بقرية عين ماضي الحالية بولاية الأغواط الجزائرية وهي بلده ومقر أسلافه. هو مؤسس الطريقة التيجانية الصوفية والزاوية التيجانية الذي لا يزال مقامه وزاويته يزاران بعين ماضي إلى يومنا هذا. قضى حياته في كل من: الجزائر، موريتانيا، السودان، الحجاز، تونس، مصر والمغرب الاقصى، إلى أن توفي بمدينة فاس المغربية سنة 1815م بعد أن هاجر إليها بسبب استيائه من الحكم العثماني في الجزائر

## ولادته ونشأته
ولد أحمد بن محمد التجاني عام 1150هجرية الموافق 1737ميلادية بقرية عين ماضي الجزائرية مقر أسلافه.
حفظ القرآن حفظاً جيداً وهو ابن سبع سنوات من رواية الإمام ورش تلميذ الإمام نافع بن أبي نعيم على يد المقرئ محمد بن حمو التجاني الماضوى الذي تتلمذ بدوره في حفظ القرآن وقراءته على شيخه عيسى بوعكاز الماضوى التجاني. وكان رجلاً صالحاً مشهوراً بالولاية. وبعد حفظ القرآن اشتغل أحمد التجاني بطلب العلوم الأصولية والفرعية والأدبية. واستمر في طلب العلم ببلاده حتى بلغ مرتبة أهلته للتدريس والإفتاء قبل أن يرحل رحلته الأولى إلى فاس.
ما لبث وهو في عين ماضي أن مال إلى الزهد والانعزال والتأمل والتعبد وقيام الليل حتى إذا بلغ زوجه والده. وصار يدعو إلى الله ويأمر بالمعروف وينهى عن المنكر.
أفتى ودرّس وعمره لم يتجاوز 16 ربيعا بعد، فقد والديه إثر توفيّهما بسبب تفشي وباء الطاعون عام 1166هجرية في المنطقة فخلفه سكان بلدة عين ماضي لوالده في رئاسة الزاوية رغم صغر سنه الذي كان يبلغ آنذاك ستة عشرة سنة. ومارس تدريس القرآن والسنة وعلوم إسلامية أخرى لمدة خمس سنوات.

## رحلاته
لم يكتف أحمد التجاني بالرصيد الفقهي والصوفي الذي حصل عليه بمسقط رأسه في المغرب الأوسط، فشد الرحال إلى مدينة فاس سنة 1171هجرية الموافق 1758 ميلادية. وفاس هي المدينة الإدريسية ذات الأهمية العلمية والرمز التاريخي. غادر أحمد التجاني عين ماضي، في أول رحلة له إلى مدينة فاس وعمره 21 سنة. وخلال المدة التي قضاها بها كان يحضر مجالس العلم ويحاور ويساجل كبار علماءها. إلا أن اهتمامه كان منصبا على الجانب الروحي أكثر من أي شيء آخر، يظهر ذلك نوعية الأشخاص الذين التقى بهم وشد الرحال إليهم داخل المدينة وخارجها:
- التقى في مدينة وزان بالطيب بن محمد بن اليملحي العلمي الوزاني القائم آنذاك بأمور الطريقة بالزاوية الوزانية خلفاً لأخيه التهامي الوزاني. وقد كان الطيب ذائع الصيت، أذن له الطيب في تلقين ورده لكن أحمد التجاني امتنع لاشتغاله بنفسه.
- وفي جبل الزبيب ببني وانجل تعرف على محمد بن الحسن الوانجلي.
- التقى بمدينة فاس عبد الله بن محمد العربي بن أحمد بن عبد الله معن الأندلسي أحد اعلام العائلة العبدلاوية المعنية بمدينة فاس، وتكلم معه في عدة أمور ودعا له ثلاثا بأن يأخذ الله بيده.

انتقل أحمد التجاني إلى بلد الأبيض في ناحية الصحراء حيث زاوية الشهير عبد القادر بن محمد الأبيض فاختارها منزلاً وانقطع فيها للعبادة والتدريس لمدة خمس سنوات، من أوائل سنة 1181 هجرية. وكانت تأتيه الوفود للزيارة والأخذ عنه، فكان يمتنع عن ذلك كل الامتناع ويقول كلنا واحد في الانتفاع، فلا فضل لأحد على الآخر في دعوة المشيخة إلا سوء الابتداع. وقد زار خلال هذه المدة بلدة زمزم مسقط رأسه ودار آبائه وأجداده.

## رحلته إلى الحج وزيارة النبي
ومن زاوية بالصحراء ارتحل أحمد التجاني إلى تلمسان، مدينة الجدار، ثم غادرها عام 1186 هجرية الموافق 1772 ميلادية، قاصداً زيارة بيت الله الحرام وزيارة النبي عليه أفضل الصلاة والسلام. فلما وصل إلى بلاد ازواوى، سمع بمحمد بن عبد الرحمن الأزهري فزاره وأخذ عنه الطريقة الخلوتية. ولما وصل تونس، في نفس السنة، لقي بعض الأولياء بها، منهم عبد الصمد الرحوي. ومكث أحمد التجاني سنة، ما بين مدينة تونس العاصمة ومدينة سوسة، فأفتى بها وأجاب على كثير من الأسئلة، ودرس عدة علوم وكتب، في مقدمتها كتاب الحكم. فذاع صيته وبلغ خبره إلى أمير البلاد. فطلب منه الإقامة بالديار التونسية للتدريس والإفادة من علومه، وأعطاه داراً وخصص له أجرة مهمة للعمل. غير أن أحمد التجاني لما جاءه كتاب الأمير أمسكه وسكت وتهيأ من الغد للسفر بحراً لمصر. وبمجرد وصوله إلى مصر القاهرة، بحراً التقى بشيخها في ذلك الوقت، محمود الكردي الخلوتي المصري داراً العراقي أصلاً ومنشأ.
ومن مصر توجه إلى بيت الله الحرام. وكان وصوله إلى مكة في شهر شوال عام 1187 هجرية الموافق 1773م. فسمع بها بأبي العباس أحمد بن عبد الله الهندي، الذي لم يكن له إذن بملاقاة أحد. ورغم ذلك أخذ عنه أحمد التجاني عن طريق رسول خاص. وبعد أن أكمل شعائر الحج وزيارة قبر النبي محمد، توجه إلى لقاء محمد بن عبد الكريم السمان.

## العودة من المشرق إلى المغرب والرحلة الثانية إلى فاس
عاد إلى القاهرة مع ركب الحجيج. وبمجرد وصوله ذهب لزيارة الكردي والسلام عليه تأدبا. فرحب به وطلب منه أن يعود لزيارته كل يوم. فامتثل لرغبته. وتطور هذا اللقاء اليومي بينهما إلى جلسات علمية ومناظرات. وذاع صيته بمصر، ووفد عليه الكثير من العلماء.
ثم عاد إلى تونس، ولم يمكث بها طويلا، وارتحل إلى تلمسان عام 1188هجرية الموافق 1774 ميلادية. فقضى فيها حوالي ثلاث سنوات وفي سنة في 1191هجرية الموافق 1777 ميلادية عاد أحمد التجاني ثانية من تلمسان إلى فاس، قاصداً زيارة إدريس الأزهر. والتقى في هذه الرحلة بكاتبه محمد بن المشرى الحسنى السباعي السائحي . ومنذ التقائه به صار يؤم به الصلاة وبأهله، ويقوم مقامه في كتابة الأجوبة حتى سنة 1208 هجرية، الموافق 1794 ميلادية، وهي السنة التي بدأ فيها أحمد التجاني القيام بالإمامة بنفسه. وفي مدينة وجدة وهو قافل إلى فاس التقى علي حرازم الفاسي لأول مرة، فتوجها معا إلى مدينة فاس. وبعد زيارة ضريح إدريس أخبر تلميذه علي حرازم بأنه عازم على العودة إلى تلمسان، فودع تلميذه في نفس السنة التي وصل فيها إلى فاس وطلب منه ملازمة العهد والمحبة وصدق التوجه الله.
مكث أحمد التجاني في تلمسان مدة ثم غادرها إلى قصر الشلالة وأبي سمغون، حيث ضريح الولي الذي سمي القصر باسمه.
حل أحمد التجاني بقصر أبي سمغون سنة الموافق 1196 هجرية 1781 ميلادية وبها أنشأ الطريقة التيجانية عام (1196هـ)وصارت فاس المركز الأول لهذه الطريقة، ومنها خرجت الدعوة لتنتشر في أفريقيا عامة. ثم انتقل من أبى سمغون من بلاد الصحراء، في السابع عشر من ربيع الأول سنة 1213 هجرية، ودخل فاس في السادس من ربيع الثاني في العام نفسه. وبعد أن ركز أحمد التجاني أسس الزاوية استمر في نشر الطريقة والإذن في الأوراد. فانطلقت الطريقة التجانية لتعم المغرب الأقصى والصحراء والسودان الغربي. وقد برز أحمد التجاني شيخاً كرس حياته للتربية الروحية والأخذ بيد السالكين، خصوصاً بعد هجرته إلى فاس للإقامة بها بصفة نهائية إلى لقي ربه في صبح يوم الخميس السابع عشر من شوال سنة 1230 هجرية الموافق 1815 ميلادية، وله يومئذ ثمانون سنة، ودفن في فاس.